# Age of Empires II: The Conquerors
Az Age of Empires II: The Conquerors (gyakori rövidítés: AoC, AoK:TC, TC) az Age of Empires 2 kiegészítője, mely 2000 nyarán jelent meg. A kiadó a Microsoft, a fejlesztő az Ensemble Studios. A kiegészítő 5 új civilizációt (aztékok, maják, spanyolok, koreaiak és hunok), négy új hadjáratot, tizenkét új egységet, 26 új technológiát, új játékmódokat és új térképeket ad hozzá az alapjátékhoz.

## Játékmenet-módosítások
Új játékmódok közül válogathatunk, mint a Defend the Wonder, King of the Hill vagy a Wonder Race. Új térképek kerültek a játékba, valamint való élet alapján kialakított pályákon is játszhatunk. Megjelennek a hóval borított pályák, a dzsungelszerű pályák, a birkák és a farkasok mellé bekerültek a pulykák és a jaguárok. A ramokba belehelyezhetők lettek a gyalogos katonák, amivel a ramok gyorsasága megnövelhető. A grafika változatlan maradt, de bekerült a játékba 5 új civilizáció. A falusiak most már automatikusan nekiállnak dolgozni, miután felépítettek egy "nyersanyag gyűjtő" épületet. Több farm építése esetén, ha több falusit küldünk építeni, az első farm elkészülte után a következő falusi továbbáll a következő farmot építeni. A malomba bekerült egy olyan funkció, mellyel a kifogyott farmokat a falusiak automatikusan újravethetik.

### Hadjáratok
Négy új hadjáratot próbálhatunk ki:
- Attila the Hun
- Montezuma
- El Cid
- "Battles of Conquerors", mely különböző csatákat tartalmaz(a teljesség igénye nélkül): Hastingsi csata, Manzikerti csata, Lepantói csata, Tours-i csata és Noryangi csata.

### Patchek
Az 1.0c kiegyensúlyozta az ágyús tornyokat, melyek az előző verzióban túl könnyen győzték le a ramokat. A Turtle Ship grafikája is megváltozott.

## Új funkciók

### Civilizációk
| Épületstílus  | Civilizáció |
| ------------- | ----------- |
| Nyugat-Európa | spanyolok   |
| Közép-Európa  | hunok       |
| Távol-Kelet   | koreaiak    |
| Újvilág       | aztékok     |
|               | maják       |

Az aztékok és a maják teljesen meg lettek fosztva a lovardától, így semmilyen lovas vagy tevés egységet nem tudnak képezni. Ezért kaptak egy új egységet, a sas harcos-t, amely a korai korokban alkalmas a térkép felderítésére, a kései korokban pedig hatásos az íjász egységek ellen. A hunoknak nincs háza. Ha van egy városközpontjuk, akkor a maximális populációjuk automatikusan megnő a populációs limitre. Így nincs is rá szükségük. Kezdő játékosok körében rendkívül elterjedt ez a civilizáció, mert nincs szükség lakóházak építésére.

### Egységek
Új egységek a kiegészítőben:
| Egység              | Költség   | Életerő   | Támadóerő | Pajzs | Pajzs (lövedék ellen) | Lőtáv |
| ------------------- | --------- | --------- | --------- | ----- | --------------------- | ----- |
| Barracks            |           |           |           |       |                       |       |
| Halberdier          | 35F 25W   | 60        | 6         | 0     | 0                     | 0     |
| Eagle Warrior       | 20F 50G   | 50        | 4         | 0     | 2                     | 0     |
| Elite Eagle Warrior | 20F 50G   | 60        | 9         | 2     | 4                     | 0     |
| Stable              |           |           |           |       |                       |       |
| Hussar              | 80F       | 75        | 7         | 0     | 2                     | 0     |
| Dock                |           |           |           |       |                       |       |
| Turtle Ship         | 200W 200G | 200       | 50        | 6     | 5                     | 6     |
| Elite Turtle Ship   | 200W 200G | 300       | 50        | 8     | 6                     | 6     |
| Castle (Elite)      |           |           |           |       |                       |       |
| Tarkan              | 60F 60G   | 90 (150)  | 7 (11)    | 1 (1) | 2 (3)                 | 0 (0) |
| Conquistador        | 60F 70G   | 55 (70)   | 16 (18)   | 2 (2) | 2 (2)                 | 6 (6) |
| Jaguar Warrior      | 60F 30G   | 50 (75)   | 10 (12)   | 1 (2) | 0 (0)                 | 0 (0) |
| Plumed Archer       | 37W 37G   | 50 (65)   | 5 (5)     | 0 (0) | 1 (2)                 | 4 (5) |
| War Wagon           | 120W 60G  | 150 (200) | 9 (9)     | 0 (0) | 3 (4)                 | 5 (5) |
| Petard              | 80F 20G   | 50        | 25        | 0     | 2                     | 0     |
| Monastery           |           |           |           |       |                       |       |
| Missionary          | 100G      | 30        | 0         | 0     | 0                     | 7     |

### Térképek
Arena: Hasonló a Fortress pályához, de itt a szélen erdő található, míg a pálya közepe nagyrészt füves puszta.

Ghost Lake: Havas pálya középen nagy mennyiségű jéggel.

Mongolia: Fenyőerdőkkel és falakkal tagolt hegyi stílusú pálya.

Nomad: Hasonló, mint a Coastal, de nincs városközpontunk a játék kezdetekor.

Oasis: Középen egy nagy oázis található, így csak körben juthatunk el a többi játékoshoz.

Salt Marsh: Mocsarakkal és folyókkal tagolt pálya.

Scandinavia: Havas pálya, két szélen tengerrel. 3 vaddisznó és sok őz van a térképen, viszont nincs bogyósbokor.

Yucatan: Folyókkal tagolt sok nyersanyagot tartalmazó dzsungeles pálya.
Real-World térképek:
- Britain
- Byzantium
- Central America
- France
- Iberia
- Italy
- Mideast
- Norse Lands
- Sea of Japan
- Texas

### Technológiák
- Bloodlines – A lovas, a tevés és az elefántos egységek +20 életpontot kapnak.
- Caravan – A kereskedőkocsik és a kereskedőhajók mozgása kétszeresére nő.
- Thumb Ring – Az íjászok gyorsabban és 100% pontossággal lőnek.
- Parthian Tactics – Lovasíjászok +1 sima és +2 lövedék elleni pajzsot kapnak.
- Herbal Medicine – Az épületekbe helyezett egységek négyszer gyorsabban gyógyulnak.
- Theocracy – Ha több szerzetes próbál téríteni egy ellenséges egységet, az áttérítés után csak az egyik nullázódik.
- Heresy – Az áttérített egységek meghalnak ahelyett, hogy az ellenséges színűre változnának.
- továbbá a civilizációk sajátos technológiái

### Általános változtatások
- A lovasíjászok tüzelőereje csökkentve lett.
- Az ágyús tornyok ezentúl 1 életerőt sebeznek a ramokon.
- A hajók is fel tudnak venni különböző formációkat.
- A falusiak a malom/favágótábor/bánya/városközpont elkészülte után automatikusan munkába állnak.
- Populációs limit kiválaszthatóvá válik.
- Az üzenetek a játékosok színnén jelennek meg.

## Modifikációk
A játékhoz az elmúlt évek alatt rengeteg modifikáció jelent meg.

Az Age of Chivalry: Hegemony lecseréli a játék civilizációt, valamint az egységeket és a házakat Közép-Európai stílusúra. Így egy teljesen középkori Európába élhetjük bele magunkat.

További népszerű mod a WideScreen Patch, mellyel a szélesképernyős monitorokon teljes képernyőn játszhatunk.

## Fordítás
- Ez a szócikk részben vagy egészben  az   Age of Empires II: The Conquerors című angol Wikipédia-szócikk ezen változatának fordításán alapul.  Az eredeti cikk szerkesztőit annak laptörténete sorolja fel. Ez a jelzés csupán a megfogalmazás eredetét és a szerzői jogokat jelzi, nem szolgál a cikkben szereplő információk forrásmegjelöléseként.

## Külső hivatkozások
- Hivatalos oldal
- Magyar közösség
- Ageofempires.lap.hu – magyar linkgyűjtemény